# All World: Greatest Hits
Albums de LL Cool J
Mr. Smith
(1995) Phenomenon
(1997)
All World: Greatest Hits est une compilation de LL Cool J, sortie le 5 novembre 1996.
L'album s'est classé 21e au Top R&B/Hip-Hop Albums et 29e au Billboard 200.

## Liste des titres
| No  | Titre                                      | Durée |
| --- | ------------------------------------------ | ----- |
| 1.  | I Can't Live Without My Radio              | 5:30  |
| 2.  | Rock the Bells                             | 4:01  |
| 3.  | I'm Bad                                    | 4:40  |
| 4.  | I Need Love                                | 5:22  |
| 5.  | Going Back To Cali                         | 4:09  |
| 6.  | Jack the Ripper                            | 4:48  |
| 7.  | Jingling Baby (Remixed But Still Jingling) | 4:54  |
| 8.  | Big Ole Butt                               | 4:37  |
| 9.  | The Boomin' System                         | 3:40  |
| 10. | Around the Way Girl                        | 4:02  |
| 11. | Mama Said Knock You Out                    | 4:48  |
| 12. | Back Seat                                  | 4:31  |
| 13. | I Need A Beat                              | 4:59  |
| 14. | Doin It                                    | 4:54  |
| 15. | Loungin (Who Do Ya Luv) (featuring Total)  | 3:46  |
| 16. | Hey Lover (featuring Boyz II Men)          | 4:44  |

| 17. | Ain't Nobody | 4:37 |